# Миронов, Василий Михайлович
Василий Михайлович Миронов (25 января 1909 — 26 мая 1970) — передовик советского сельского хозяйства, заведующий фермой колхоза имени Сталина Луховицкого района Московской области, Герой Социалистического Труда (1949).

## Биография
Родился в 1909 году в селе Дединово Зарайского уезда Рязанской губернии в семье русского крестьянина-середняка. В раннем детстве потерял отца и воспитывался в семье деда. Завершил обучение в шести классах сельской школы и с 12-летнего возраста наравне с взрослыми трудился в сельском хозяйстве. В 1929 году одним из первых вступил в колхоз имени Сталина. После окончания годичных курсов животноводов, стал работать зоотехником на колхозной ферме.
С 1941 года принимал участие в боевых действиях на фронтах Великой Отечественной войны. Участник битвы на Курской дуге, форсировал Дон. Трижды был ранен. Осенью 1943 года по состоянию здоровья был комиссован.
По возвращении в родное село стал возглавлять бригаду животноводов, а затем заведовал молочно-товарной фермой колхоза имени Сталина.
За получение высокой продуктивности животноводства в 1948 году, Указом Президиума Верховного Совета СССР от 24 июня 1949 года Василию Михайловичу Миронову было присвоено звание Героя Социалистического Труда с вручением ордена Ленина и золотой медали «Серп и Молот».
В дальнейшем продолжал трудовую деятельность, показывал высокие результаты в труде. Представлял колхоз на выставке достижений сельского хозяйства в Москве. В последние трудовые годы работал транспортником, перевозил сено и корма животным. В 1969 году вышел на заслуженный отдых.
Проживал в родном селе Дединово, воспитал семерых детей. Умер 26 мая 1970 года.

## Награды
За трудовые и боевые успехи удостоен:
- золотая звезда «Серп и Молот» (24.06.1949),
- орден Ленина (24.06.1949),
- другие медали.